# Laura Schuhrk
Laura Schuhrk (* 7. März 1974 in Wittenberg/Lutherstadt) ist eine deutsche Schauspielerin und Autorin. 

## Leben und Wirken
Laura Schuhrk wuchs als Tochter einer Schauspielerin und eines Bildhauers in der DDR auf. Ihr Großvater ist der deutsche Historiker Arno Peters, dessen Eltern Lucie und Bruno Peters zu den Gründungsmitgliedern des Spartakusbundes gehörten. Bereits während ihres Schauspielstudiums – 1994 bis 1998 an der Hochschule für Musik und Theater Rostock – wurde sie am Volkstheater Rostock als Gast engagiert, für Henrik Ibsens Die Frau vom Meer und Oliver Bukowskis Ob so oder so. Zudem übernahm sie 1996 auch ihre erste Hauptrolle in der Serie Tanja unter der Regie von Berengar Pfahl. Fortan wirkte sie in über 65 TV und Kino Produktionen mit. Bekannt wurde sie einem breiteren Publikum durch Serien wie Berlin, Berlin, Edel & Starck oder Polizeiruf 110.  2016 machte sie eine Ausbildung zur Autorin für Film & TV an der Master School Drehbuch in Berlin unter der Leitung von Eva-Maria Fahmüller. Seit 2022 ist Laura Schuhrk als Dozentin im Jugendfilmcamp Arendsee tätig.
Laura Schuhrk lebt mit ihren Kindern in Berlin.

## Filmografie (Auswahl)
- 1996: Gnadenlos
- 1996: Evelyn Hamann Geschichten (Fernsehserie)
- 1997: Edgar Wallace: Die vier Gerechten (Fernsehfilm)
- 1998: Schimanski (Fernsehreihe)
- 1998: Der Fahnder (Fernsehserie)
- 1998: Wege in die Nacht
- 1997–1999: Tanja (Fernsehserie, 10 Folgen)
- 1998–2000: Fieber – Ärzte für das Leben (Fernsehserie, 24 Folgen)
- 1999: Großstadtrevier (Fernsehserie, 1 Folge)
- 2000: Marmor, Stein & Eisen
- 2000: Familie und andere Glücksfälle
- 2000: Waschen Schneiden Legen
- 2000: Teltow Blues
- 2000: Der Elefant in meinem Bett
- 2001: Mein Vater und andere Betrüger
- 2001: Die Pferdefrau
- 2001: Casting about
- 2001: Liebe darf alles
- 2001: In aller Freundschaft (Fernsehserie, 1 Folge)
- 2001–2018: Polizeiruf 110 (Fernsehserie, 3 Folgen)
- 2002: Edel & Starck (Fernsehserie, 2 Folgen)
- 2002: Heimat 3 – Chronik einer Zeitenwende
- 2002–2006: Ein Fall für zwei (Fernsehserie, 2 Folgen)
- 2003: Cappuccino zu Dritt (Fernsehfilm)
- 2003–2004: Berlin, Berlin (Fernsehserie, 2 Folgen)
- 2003: Bewegte Männer (Fernsehserie, 1 Folge)
- 2003: Wolffs Revier (Fernsehserie, 1 Folge)
- 2003: Doppelter Einsatz (Fernsehserie, 1 Folge)
- 2004: Nullachtfuffzehn
- 2004: Cowgirl
- 2004: Typisch Mann! (Fernsehserie, 1 Folge)
- 2004: Christina ohne Kaufmann (Kurzfilm)
- 2004: Hamlet X
- 2005: König von Kreuzberg (Fernsehserie, 1 Folge)
- 2006: Beutolomäus und der geheime Weihnachtswunsch (Fernsehfilm)
- 2006: Berlin Budapest (Kurzfilm)
- 2007: KDD (Fernsehserie)
- 2012: Donald (Kurzfilm)
- 2013: Stubbe – Von Fall zu Fall: Tödliche Bescherung
- 2013: SOKO Köln (Fernsehserie, 1 Folge)
- 2014: Morden im Norden (Fernsehserie, 1 Folge)
- 2015: Es kommt noch besser (Fernsehfilm)
- 2016: Akte Ex (Fernsehserie, Folge Zieht euch aus!)
- 2016: Stadtlandliebe
- 2016: Liebling, lass die Hühner frei (Fernsehfilm)
- 2018: Jenny – echt gerecht (Fernsehserie, 1 Folge)
- 2017: Familie Dr. Kleist (Fernsehserie, 1 Folge)
- 2018: SOKO Wismar (Fernsehserie, 1 Folge)
- 2019: Dead End (Fernsehserie, 1 Folge)
- 2019: Notruf Hafenkante (Fernsehserie, 1 Folge)
- 2020: SOKO Stuttgart (Fernsehserie, 1 Folge)
- 2021: Das Versprechen
- 2021: Pufftata ein Film
- 2022: Das Haus der Träume (Fernsehserie, 1 Folge)